# Wasyl Połonycki
Wasyl Stepanowycz Połonycki, ukr. Василь Степанович Полоницький (ur. 28 lutego 1977 w Charkowie) – ukraiński hokeista, reprezentant Ukrainy.

## Kariera
- SzWSM Kijów (1995)
- Sokił Kijów (1995-1996)
- Berkut Kijów (1998-2002)
- Sokił Kijów (2002-2006)
- HK Witebsk (2006-2011)
- Mietałłurg Żłobin (2011)
- Charkiwśki Akuły (2011-2012)
- Dynamo Charków (2012-2013)

Wychowanek klubów SDJuSSzOR Charków i Drużba-78 Charków. Ostatnie dwa sezony do 2013 grał w macierzystym klubie w Charkowie, gdzie był kapitanem drużyny.
Z kadrami juniorskimi Ukrainy grał w turniejach mistrzostw Europy juniorów do lat 18 edycji 1995 (Grupa C1), mistrzostw świata juniorów do lat 20 edycji 1996 (Grupa B). Brał udział w turnieju zimowej uniwersjady edycji 2001. W barwach seniorskiej reprezentacji Ukrainy uczestniczył w turniejach mistrzostw świata edycji 2006 (Elita), 2013 (Dywizja I).

## Sukcesy

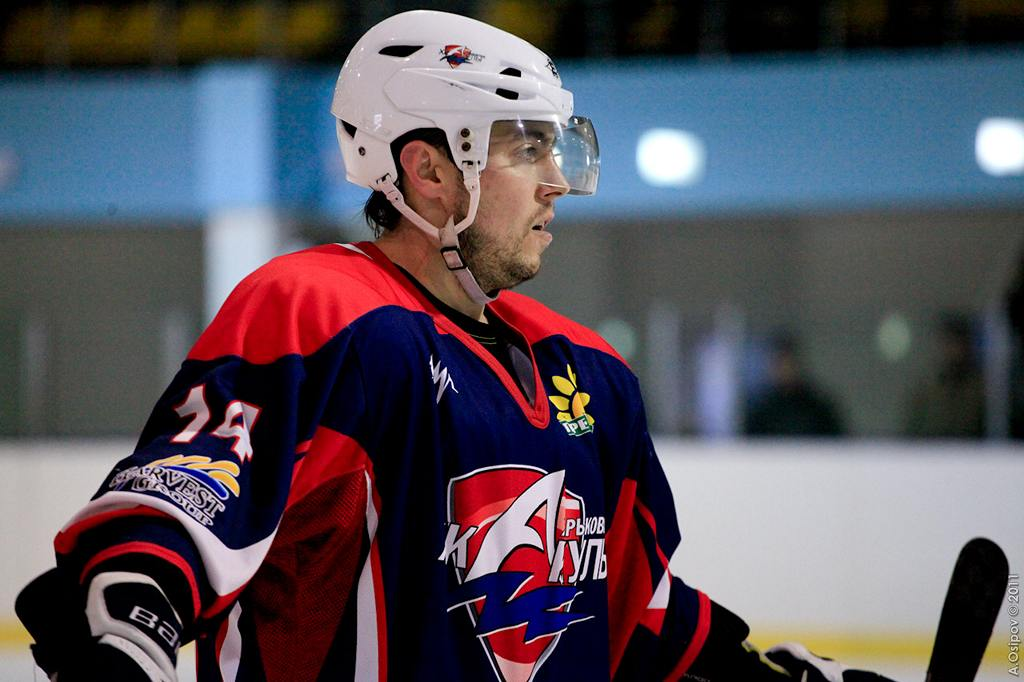
Wasyl Połonycki w barwach Charkiwśkich Akułów (2011)

Reprezentacyjne
- Brązowy medal zimowej uniwersjady: 2001
- Awans do MŚ Dywizji I Grupy A: 2013

Klubowe
- Srebrny medal mistrzostw Ukrainy: 1999 z Berkutem Kijów
- Złoty medal mistrzostw Ukrainy: 2000, 2001, 2002 z Berkutem Kijów, 2003, 2004, 2005, 2006 z Sokiłem Kijów
- Złoty medal Wschodnioeuropejskiej Hokejowej Ligi: 2000, 2001 z Berkutem Kijów
- Brązowy medal Wschodnioeuropejskiej Ligi Hokejowej: 2003 z Sokiłem Kijów
- Brązowy medal mistrzostw Białorusi: 2011 z Mietałłurgiem Żłobin

Indywidualne
- Mistrzostwa Świata w Hokeju na Lodzie 2013/I Dywizja#Grupa B:
  - Drugie miejsce w klasyfikacji strzelców wśród obrońców turnieju: 2 gole
  - Drugie miejsce w klasyfikacji asystentów wśród obrońców turnieju: 4 asysty
  - Drugie miejsce w klasyfikacji kanadyjskiej wśród obrońców turnieju: 6 punktów[1]